# Juno Birch
Juno Birch (* 25. Dezember 1993) ist eine britische Dragqueen, Bildhauerin und YouTuberin. Sie ist bekannt für ihre einzigartige Ästhetik. Beschrieben wird sie als „ein Alien, das 1957 auf die Erde abgestürzt ist und seitdem versucht, sich als menschliche Frau zu tarnen, aber am Ende nur wie ein kitschiger Muppet mit schiefen Augenbrauen aussieht“. Ihre ästhetischen Merkmale sind hauptsächlich pastellfarbene Alien-Haut (typischerweise blau oder rosa), gelbes Haar und Retro-Sonnenbrillen. Sie schafft Skulpturen, die eine übertriebene Version ihres Drag-Charakters darstellen, mit Details wie Adamsäpfel, überzogene Lippen, toupierte Frisur, freiliegende Brüste, Drei-Tage-Bärte, und quadratische Kiefer enthalten, um die Grenzen zwischen männlichen und weiblichen Attributen zu verwischen. Sie ist auch bekannt für ihren YouTube-Kanal, in dem sie Die Sims spielt und Make-up-Tutorials gibt.

## Karriere
Birch begann im Dezember 2018 professionell in Drag aufzutreten. Sie wurde als „Sherri Ann Cabot des Drag“ beschrieben und von Twiggy, den Schlümpfen, Mommie Dearest, den Muppets, den Stepford Wives, Jennifer Coolidge und John Waters, Tim Burton, Die Sims, Der Tod steht ihr gut, Beetlejuice und Mars Attacks! beeinflusst. Über ihre Skulpturen sagt sie: „Wenn ich eine Skulptur schaffe, möchte ich diese Figur sein und eine Geschichte kreieren und sie dann auf der Bühne spielen. Ich schaffe eine Skulptur, dann habe ich einen Charakter im Sinn und höre Camp-Scheiße, welche mir hilft, eine Idee oder Performance auszudenken. Ich würde gerne eine One-Woman-Show machen, in der ich im Grunde alle verschiedenen Charaktere spiele, die ich geschaffen habe, weil sie alle sehr unterschiedliche Persönlichkeiten darstellen.“

## Leben
Birch ist eine Transfrau und hatte 2015 eine Operation, die ihre Geschlechtsdysphorie linderte. Sie hatte im Alter von 13 oder 14 Jahren ihr Coming-out und begann mit 16 Jahren mit einer Hormonersatztherapie. Juno Birch ist ihr gesetzlicher Name. Ihre Erfahrungen als Transfrau spiegeln sich stark in ihrer Kunst wider.